# Незабутні вихідні
Незабутні вихідні (англ. The Weekend Away) — американський трилер 2022 року, знятий Кімом Фаррантом за сценарієм Сари Олдерсон, заснований на її однойменному романі 2020 року. Фільм вийшов на Netflix 3 березня 2022 року.

## Сюжет
Бет нещодавно вийшла заміж і народила, а тому довго не бачилася зі своєю найкращою подругою Пем. Вона навіть не змогла допомогти їй у скрутній ситуації, оскільки була повністю зайнята своїм малюком. Але тепер всі труднощі позаду, і героїня вирішує загладити провину, і запрошує подругу провести разом веселі вихідні у Хорватії.
Першого ж вечора красуні вирушили на буйну вечірку, вони досить багато випили, а Пем ще й активно фліртувала з кількома чоловіками.
Прокинувшись наступного дня в їхньому шикарному номері, Бет виявляє, що її подруга безслідно зникла. Незабаром поліція знаходить труп дівчини у морі.
У ході слідства з'ясовується, що того вечора Пем мала секс із кількома партнерами, але з огляду на стан тіла, що пролежало в солоній морській воді кілька діб, визначити чи було над нею насильство слідчим не вдалося. Незабаром поліція починає підозрювати у вбивстві саму Бет… Проте їй вдалося довести свою непричетність, але тепер героїня намагається сама провести розслідування, щоб з'ясувати, що ж таки трапилося насправді. І чим глибше вона занурюється у всі супутні обставини, тим більше переконується, що навколо неї змова та густий туман брехні.

## У ролях
| Актор          | Роль      |
| -------------- | --------- |
| Лейтон Містер  | Бет       |
| Крістіна Вулф  | Кейт      |
| Зіад Бакрі     | Зейн      |
| Люк Норріс     | Роб       |
| Амар Буквич    | Павич     |
| Іва Михалич    | Ковач     |
| Адріан Пездірк | Себастьян |
| Марко Браїч    | Лука      |
| Луйо Кунцевич  | Матео     |
| Парт Текерар   | Джей      |